# ユリエン・ハーリ
ユリエン・ゴットフリート・フアン・ハーリ（Juriën Godfried Juan Gaari、1993年12月22日 - ）は、オランダ・ケルクラーデ出身のサッカー選手。ジュリエン・ガーリとも表記される。
アル・ハズムFC所属。ポジションはDF。キュラソー代表。

## 代表経歴
キュラソー代表に2017年から選出されており、同年のCONCACAFゴールドカップと2019年のCONCACAFゴールドカップに参加し、2019年大会の決勝トーナメントジャマイカ戦では代表初ゴールを決めている。